# Dysdera mordax
Dysdera mordax es una especie de arañas araneomorfas de la familia Dysderidae.

## Distribución geográfica
Es endémica de Mallorca, en Baleares (España).